# Milf
 Der er for få eller ingen kildehenvisninger i denne artikel, hvilket er et problem. Du kan hjælpe ved at angive troværdige kilder til de påstande, som fremføres i artiklen.

Milf (et akronym for Mother/Mom/Mama I'd Like to Fuck) er et populært begreb som for det meste bliver brugt på nettet til at beskrive sex med modne kvinder, deraf det engelske udtryk MILF. Milf står for Mother I'd Like to Fuck, eller på dansk En mor jeg gerne ville kneppe. Begrebet menes at gå tilbage til starten af 1970'erne, men blev først rigtigt populært i 1999 da John Chos figur i American Pie brugte det om Stiflers mor.
Oprindeligt blev udtrykket brugt om kvinder, der aldersmæssigt kunne være beundrerens egen mor. Senere er begrebet dog blevet udvidet til generelt at omtale modne kvinder, som har født børn. Disse har i de senere år vundet større indpas i pornobranchen som modstykke til de normalt purunge pornomodeller.